# Galileo Galilei (1934)
| «Галілео Галілей»                                                        | «Галілео Галілей» | «Галілео Галілей» |
| ------------------------------------------------------------------------ | --- | --- |
| Galileo Galilei                                                          | | |
|                                                                          | | |
| Захоплений британцями «Галілео Галілей» на буксирі. Червень 1940         | | |
| Верф                                                                     | Cantieri navali Tosi di Taranto, Таранто | Cantieri navali Tosi di Taranto, Таранто |
| Під прапором                                                             | Королівство Італія | Королівство Італія |
| Належність                                                               | Королівські військово-морські сили Італії | Королівські військово-морські сили Італії |
| Порт приписки                                                            | Таранто, Массауа | Таранто, Массауа |
| На честь                                                                 | Галілео Галілей | Галілео Галілей |
| Закладений                                                               | 15 жовтня 1931 | 15 жовтня 1931 |
| Спуск на воду                                                            | 19 березня 1934 | 19 березня 1934 |
| Введений до складу флоту                                                 | 16 жовтня 1934 | 16 жовтня 1934 |
| На службі                                                                | 1934—1940 | 1934—1940 |
| Сучасний статус                                                          | 19 червня 1940 року захоплений британським протичовновим тральщиком «Мунстоун» та відбуксований есмінцем «Кандагар» до Адена. Прийнятий на службу до британського флоту як HMS X2. 1 січня 1946 року списаний на брухт | 19 червня 1940 року захоплений британським протичовновим тральщиком «Мунстоун» та відбуксований есмінцем «Кандагар» до Адена. Прийнятий на службу до британського флоту як HMS X2. 1 січня 1946 року списаний на брухт |
| Бойовий досвід                                                           | Громадянська війна в Іспанії Друга світова війна Битва на Середземному морі Східноафриканська кампанія | Громадянська війна в Іспанії Друга світова війна Битва на Середземному морі Східноафриканська кампанія |
| Проєкт                                                                   | | |
| Тип ПЧ                                                                   | дизель-електричний океанський підводний човен | дизель-електричний океанський підводний човен |
| Основні характеристики                                                   | | |
| Швидкість (надводна)                                                     | 17 вузлів (31 км/год) | 17 вузлів (31 км/год) |
| Швидкість (підводна)                                                     | 7,7 вузлів (14,3 км/год) | 7,7 вузлів (14,3 км/год) |
| Робоча глибина занурення                                                 | 100 м | 100 м |
| Дальність плавання                                                       | 10 300 миль (19100 км) на швидкості 8 вузлів у надводному положенні 105 милі (194 км) на швидкості 3 вузли (5,6 км/год) у підводному положенні                                                                         | 10 300 миль (19100 км) на швидкості 8 вузлів у надводному положенні 105 милі (194 км) на швидкості 3 вузли (5,6 км/год) у підводному положенні                                                                         |
| Екіпаж                                                                   | 55 офіцерів та матросів | 55 офіцерів та матросів |
| Розміри                                                                  | | |
| Довжина найбільша (по КВЛ)                                               | 70,5 м | 70,5 м |
| Ширина корпусу найб.                                                     | 6,87 м | 6,87 м |
| Середня осадка (по КВЛ)                                                  | 4,12 м | 4,12 м |
| Водотоннажність надводна                                                 | 986 тонн | 986 тонн |
| Силова установка                                                         | | |
| Дизель-електрична: 2 × дизельних двигуни Tosi 2 × електродвигуни Marelli | | |
| Гвинти                                                                   | 2 | 2 |
| Потужність                                                               | 2 × 3000 к.с. (дизелі) 2 × 1100 к.с. (електродвигуни) | 2 × 3000 к.с. (дизелі) 2 × 1100 к.с. (електродвигуни) |
| Озброєння                                                                | | |
| Артилерія                                                                | 2 × 100-мм гармати Škoda 10 cm K10 | 2 × 100-мм гармати Škoda 10 cm K10 |
| Торпедно- мінне озброєння                                                | 8 × 533-мм торпедних апаратів 14 торпед | 8 × 533-мм торпедних апаратів 14 торпед |
| ППО                                                                      | 2 × 12,7-мм зенітних кулемети Breda Model 1931 | 2 × 12,7-мм зенітних кулемети Breda Model 1931 |

«Галілео Галілей» (італ. Galileo Galilei) — військовий корабель, дизель-електричний океанський підводний човен типу «Аркімеде» Королівських ВМС Італії за часів Другої світової війни. «Галілео Галілей» був закладений 15 жовтня 1931 року на верфі компанії Cantieri navali Tosi di Taranto у Таранто. 19 березня 1934 року він був спущений на воду, а 16 жовтня 1934 року увійшов до складу Королівських ВМС Італії.

## Історія служби
«Галілео Галілей» разом з іншими підводними човнами класу «Аркімеде» був приписаний до 12-ї ескадри III флотилії, яка пізніше стала 41-ю, а потім 44-ю ескадрою підводних човнів VII, що базувалася в Таранто. Після періоду інтенсивних тренувань і коротких походів ескадра була відправлена на навчання в Тобрук.
У 1937 році разом з багатьма іншими підводними човнами Королівського флоту Італії «Галілео Галілей» таємно брав участь у громадянській війні в Іспанії, здійснивши кілька місій, але не досягнувши жодного успіху. Після інциденту з «Іріде»-«Хавок» у вересні 1937 року Франція та Велика Британія скликали Ньйонську конференцію для вирішення проблеми «підводного піратства» проти торгівлі в Середземному морі. 14 вересня було підписано угоду про створення британсько-французьких зон патрулювання навколо Іспанії (загалом 60 есмінців і літаків) для протидії агресивній поведінці підводних човнів. Італія не була звинувачена безпосередньо, але була змушена виконати угоду і призупинити підводні операції.
Під тиском режиму Франко Італія вирішила передати кілька підводних човнів (крім підводних човнів «Архімед» і «Еванджеліста Торрічеллі», якими вже керували фалангісти) до Іспанського легіону. «Галілео Галілей» був одним із чотирьох обраних човнів. Іншими підводними човнами були «Онісе», «Іріде» і «Галілео Ферраріс». Усі четверо базувалися в Сольєр.
У лютому 1938 року він повернувся додому, оскільки через міжнародний тиск Італія забрала свої підводні човни з іспанської служби. Після повернення «Галілео Галілей» був тимчасово приписаний до 44-ї ескадри VII групи підводних човнів, що базувалася в Таранто, разом із «Галілео Ферраріс» та більш сучасними «Архімедом», «Бенедетто Брін», «Альберто Гульєльмотті», «Еванджеліста Торрічеллі» та «Луїджі Гальвані». У 1939 році «Галілео Галілей» і «Галілео Ферраріс» були переведені в 44-ту ескадру.
На момент вступу Італії в Другу світову війну, «Галілео Галілей» входив до складу VIII групи підводних човнів Червономорської флотилії Королівського флоту Італії. 19 червня 1940 року «Галілео Галілей» при спробі атаки транспортів, які рушили Червоним морем, був перехоплений й атакований британським протичовновим тральщиком «Мунстоун». Унаслідок уражень італійський човен був змушений капітулювати, й згодом відбуксований есмінцем «Кандагар» до Адена.